# Сова Ромен Юхимович
Ромен Юхимович Сова (5 листопада 1938, Київ — 22 грудня 2001, Київ) — радянський та український вчений, член-кореспондент академії наук, доктор медичних наук.

## Біографія
З 1965 року — молодший науковий співробітник Київського НДІ гігієни праці та профзахворювань, де отримав вчений ступінь кандидата медичних наук. З 1971 року наукова діяльність Ромена Юхимовича пов'язана з ВНІІГІНТОКС (зараз Інститут екогігієни і токсикології ім. Л. І. Медведя). За 26 років роботи в інституті він пройшов шлях від молодшого наукового співробітника до заступника директора з наукової роботи. Головним напрямком його діяльності стала методологія інтегральної оцінки небезпеки хімічних речовин для здоров'я людини і навколишнього середовища. Він взяв активну участь у розробці нових напрямків у токсикології та гігієни — комплексного гігієнічного нормування пестицидів, гігієнічного нормування пестицидів у ґрунті, застосування математичних методів оцінки і прогнозування реальної небезпеки накопичення пестицидів у навколишньому середовищі та організмі людини. Він є співавтором гігієнічної та еколого-гігієнічної класифікацій небезпеки пестицидів. Як токсиколог Р. Ю. Сова вніс значний внесок у розробку проблеми біологічної норми лабораторних тварин, в методологію і методику вивчення комбінованого, комплексного і поєднаної дії хімічних речовин та інших чинників. Роменом Юхимовичем було організовано Всесоюзний центр «Діоксин», розпочаті наукові дослідження з цієї проблеми, розроблені перші гігієнічні нормативи найнебезпечніших забруднювачів навколишнього середовища. Він був експертом ВІЗ по проблемі діоксинів, експертом Україні з проблеми стійких органічних забруднювачів у Програмі ООН з навколишнього середовища, членом Комітету з питань гігієнічної регламентації МОЗ України. Роменом Юхимовичем підготовлено 5 кандидатів медичних наук, опубліковано 6 монографій і більше 230 наукових робіт.

## Деякі праці
- Трахтенберг Й. М., Сова Р. Ю., Шефтель В. О., Онікієнко Ф. А. Проблема норми в токсикології. — М.: Медицина, 1991
- Дишиневич Н. Е., Сова Р. Ю. Полімерні будівельні матеріали та синдром «хворого будинку». -Київ: Наукова думка, 1998. — С. 247,254.1
- Сова Р. Е. Використання полімерних матеріалів у водопостачанні. Проблеми безпеки / Р. Ю. Сова, В. Г. Герасимова, А. В. Головащенко / / Комунальне господарство міст. — 2001. — Вип. 29. — С. 129—130.